# Gefälligkeit
Unter einer Gefälligkeit (auch: Gefälligkeitsverhältnis) werden rechtlich wie umgangssprachlich unentgeltliche, uneigennützige Abreden zwischen Parteien verstanden, die ausschließlich auf einem außerrechtlichen Geltungsgrund (Freundschaft, Nachbarschaft u. ä.) beruhen. Im Rechtssinne sind sie keine Verbindlichkeiten, da es an einem Rechtsbindungswillen fehlt. Gefälligkeitsverhältnisse begründen weder Erfüllungs- noch Aufwendungsersatzansprüche, schaffen jedoch den Rechtsgrund für das Behaltendürfen der Leistung. Haftungsfragen richten sich nach den deliktischen Grundsätzen der §§ 823 ff. BGB und den vorvertraglichen Haftungsgrundsätzen der Culpa in contrahendo. Klassische Fälle von reinen Gefälligkeiten sind häufig die weit verbreiteten Gefälligkeitsfahrten.
Abzugrenzen ist die reine Gefälligkeit vom Gefälligkeitsvertrag, der in verschiedenen Gestaltungen gesetzlich geregelt ist. Als Verbindlichkeit löst er Haftungsfragen aus, die beispielsweise für Auftragsgeschäfte in § 662 BGB, für Schenkungen in § 521 BGB oder für den Verleiher in § 599 BGB geregelt sind. Gerade bei Aufträgen, die häufig uneigennützig, insbesondere unentgeltlich sind, ist zur Beantwortung der Frage der rechtlichen Beurteilung der Tätigkeit oder Geschäftsbesorgung der nach außen wirksame Wille von entscheidender Bedeutung. Abgestellt wird dabei nicht auf den inneren Willen des „Beauftragten“, entscheidend ist, wie sich das Verhalten der Beteiligten unter Einbezug und Würdigung der Begleitumstände (Interessenslage, Art, Grund und Zweck) einem objektiven Betrachter darbietet. Stehen hohe Werte auf dem Spiel oder ist erkennbar, dass sich der Begünstigte auf die Zusage verlässt. Auch Kulanzregelungen sind regelmäßig rechtlich bindend.